# Proasellus infirmus
Proasellus infirmus är en kräftdjursart som först beskrevs av Yakov Avadievich Birstein 1936.  Proasellus infirmus ingår i släktet Proasellus och familjen sötvattensgråsuggor. Inga underarter finns listade i Catalogue of Life.